# 미국 해병대 대사관경비단
미국 해병대 대사관경비단 (美國海兵隊大使館警備團, Marine Embassy Guard)은 미국 해병대에 소속된 대대 규모의 조직으로, 미국의 재외공관, 미국 영사관 및 벨기에 브뤼셀에 있는 NATO 주재 미국 대사관과 같은 기타 공식 미국 정부 기관에서 보안을 제공하는 군단 (USMC)이다.
USMC의 역사는 초창기로 거슬러 올라가면, 미 국무부와의 오랜 협력관계를 지닌 역사를 갖고 있다. 트리폴리의 데르나에서 미국 국기를 게양하고 캘리포니아의 아르키발트 길레스피의 비밀 임무에서부터 북경에서의 복서 반란에 이르기까지 해병대는 여러 차례 특별 임무를 수행했고, 지금까지도 대사관이나 대표단의 경호원으로서, 분쟁지역에 있는 미국 시민들을 보호했다.

## 임무

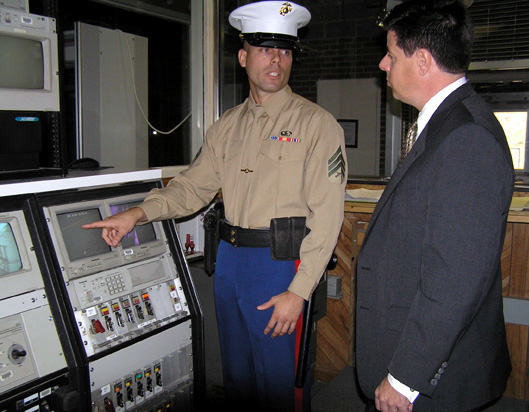
2004년 경비단 단원이 경비 시스템을 정비하고 있는 모습.

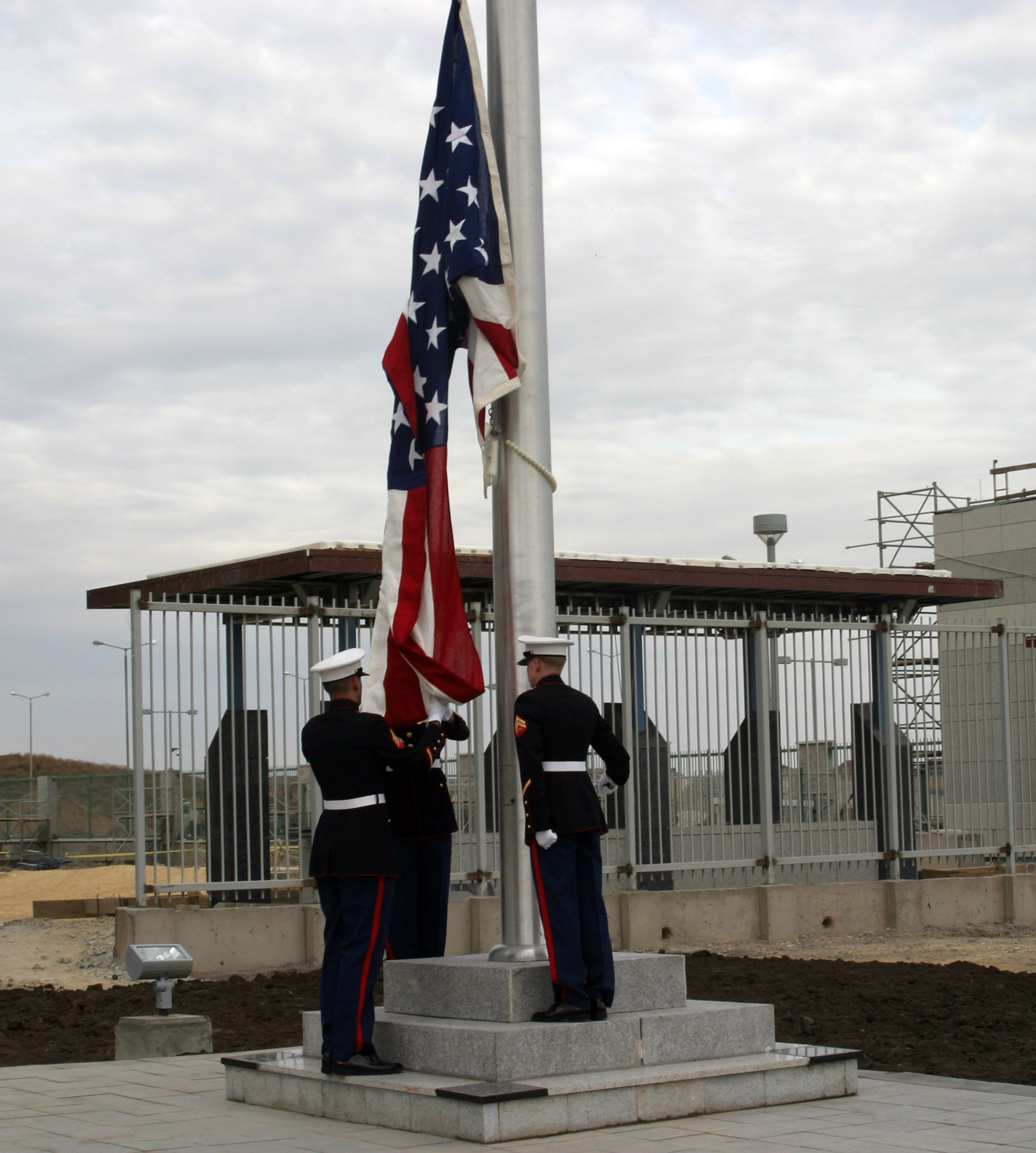
2006년 카자흐스탄 아스타나에 있는 새로운 미국 대사관에서 미국 국기를 들고있는 경비단원들의 모습.

경비단의 주요 임무는 미국의 대사관에서 국가 안보에 필수적인 기밀 정보 및 시설과 장비들을 보호하는 것이다. 또한 경비단은 해당국가를 방문하는 미국의 고위 인사에게도 경호를 제공하기도 한다. 뿐만 아니라, 경비단은 해당 국가에서 대사관에 대해 추가적인 보안을 제공하는 현지경찰, 군인들을 감독하기도 한다. 경비단의 2차적인 임무는 긴급한 상황에서 즉각적인 지원이나 조치가 필요한 미국 외교 및 영사, 대사관 건물 내에 위치한 미국 시민들과 공무원들, 그리고 미국 정부 재산을 보호하는 것이다.
경비단은 경호임무 중에서 영사관 또는 대사관 건물의 보안에 중점을 두며, 극단적인 비상 상황에 한해서는 고위 외교관에게 특별한 보호를 제공 할 수 있다. 또한 경비단은 공무를 수행함에 있어 외교관들과 같은 일정 수준의 외교관 면책 특권을 지닌다.

## 같이 보기
- 백악관 군사 사무소
- 비밀경호국